# سانتو ستفانو دل سوله
سانتو ستفانو دل سوله (به ایتالیایی: Santo Stefano del Sole) یک کومونه در ایتالیا است که در استان آولینو واقع شده‌است. سانتو ستفانو دل سوله ۱۰ کیلومتر مربع مساحت و ۱٬۹۳۶ نفر جمعیت دارد.